# Valakonje
Valakonje (en serbe cyrillique : Валакоње) est une localité de Serbie située dans la municipalité de Boljevac, district de Zaječar. Au recensement de 2011, elle comptait 1 104 habitants.
Valakonje, officiellement classé parmi les villages de Serbie, se trouve à environ 18 km de l'aéroport de Bor.

## Démographie

### Évolution historique de la population
| 1948  | 1953  | 1961  | 1971  | 1981  | 1991  | 2002  | 2011  |
| ----- | ----- | ----- | ----- | ----- | ----- | ----- | ----- |
| 2 366 | 2 436 | 2 248 | 2 285 | 1 960 | 1 684 | 1 378 | 1 104 |

|  |